# Yu Yang
Yu Yang (født 7. april 1986 i Haicheng) er en kinesisk badmintonspiller. Hendes største internationale sejr, var da hun repræsenterede Kina under Sommer-OL 2008 i Beijing, Kina og vandt en guldmedalje sammen med Du Jing. Hun har også en bronzemedalje fra mixed double under det samme mesterskab.
Den 1. august 2012, blev fire hold diskvalificeret fra OL-konkurrencen for "ikke at bruge sine bedste bestræbelser på at vinde en kamp". Parrene er blevet anklaget for at forsøge at tabe med henblik på at manipulere lodtrækningen omkring hvilke hold de ville møde senere hen i turneringen. Wang Xiaoli og Yu Yang var et af de fire par der blev diskvalificeret.